# Centrale Moskee van Seoel
De Centrale Moskee van Seoel is een moskee in Seoel, de hoofdstad van Zuid-Korea. Het is gelegen in de wijk Yongsan-gu en werd gebouwd in 1976. De moskee heeft een maximumcapaciteit van 800 gelovigen.